# Córrego do Ouro
Córrego do Ouro là một đô thị thuộc bang Goiás, Brasil. Đô thị này có diện tích 462,302 km², dân số năm 2007 là 2739 người, mật độ 5,9 người/km².